# Teodozy Mieleszko
Teodozy Mieleszko (imię chrzestne Teodor, zm. 1626), duchowny greckokatolicki, unicki biskup chełmski.
Mieleszko pochodził z powiatu słonimskiego. Kierował szkołą przy cerkwi katedralnej we Włodzimierzu i był tam archidiakonem. W chwili nominacji (17 września 1625 r.) był w podeszłym wieku. Według Jakuba Suszy  zmarł kilka godzin po konsekracji, prawdopodobnie jednak przez krótki czas sprawował rządy, bo jako biskup chełmsko-bełski 11 lipca 1626 r. złożył pozew przeciwko Tomaszowi Zamoyskiemu o niezgodne z prawem władanie dobrami biskupimi w Żukowie. Niedługo po tej dacie zmarł. Pochowany w Chełmie.